# Ola gigante

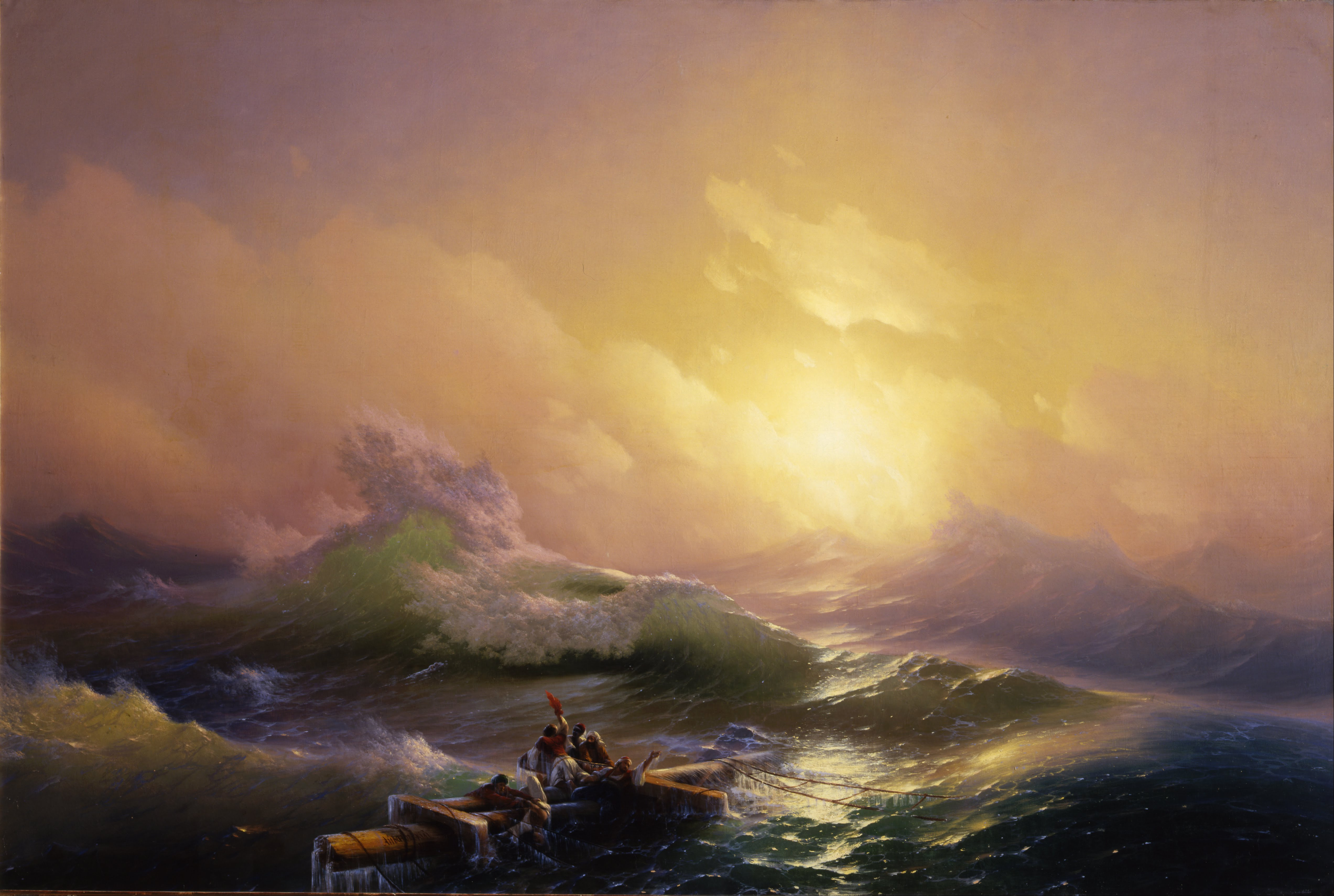
Ola gigante (La ola novena, obra de Iván Aivazovski)

Las olas gigantes, también conocidas como olas vagabundas u olas monstruo, son olas relativamente grandes y espontáneas que no se explican por el estado del mar ni por terremotos, y que constituyen una amenaza seria incluso para los grandes barcos y transatlánticos. 
En oceanografía, se las define con más precisión como aquellas olas cuya altura es mayor que el doble de la media de la altura del tercio mayor de las olas en un registro.
Tomadas por legendarias, se las conoce hoy en día como un fenómeno natural de los océanos, no infrecuente, pero muy raramente testimoniado. Los relatos de marineros y los daños infligidos a barcos sugerían su existencia, pero su medición científica fue confirmada positivamente solo tras el seguimiento de una ola gigante en la plataforma petrolífera Draupner en el mar del Norte el 1 de enero de 1995. El evento, que infligió daños menores a la plataforma, confirmó la validez de la medida.

## Descripción
Las olas gigantes han sido citadas en los medios de comunicación como la posible causa de la súbita e inexplicable desaparición de muchos barcos transoceánicos. Aunque podría ser una causa creíble de muchas pérdidas inexplicables no hay hasta ahora evidencias claras, ni tampoco ningún caso donde haya sido la causa confirmada, asimismo, esta afirmación se contradice con los registros de la aseguradora naviera Lloyd's., Uno de los escasos casos en los que existen evidencias de que una ola gigante «podría» haber sido la causa del hundimiento de un buque es la desaparición del carguero MS München, detallado más adelante. En febrero de 2000, un buque inglés de investigación oceanográfica navegando en la zona del Peñón Rockall al oeste de Escocia halló las mayores olas jamás medidas por instrumentos científicos en mar abierto. También se ha teorizado y respaldado con informes periciales que la avería inicial del petrolero Prestige en noviembre de 2002 fuera provocada por este fenómeno.
Durante el Proyecto MaxWave, los investigadores, mediante datos tomados por satélites de la Agencia Espacial Europea, identificaron un significativo número de señales que podrían ser evidencia de olas gigantes. No obstante, el método que convierte los ecos del radar en medidas de elevación de la superficie sigue en proceso de mejora.

## Historia

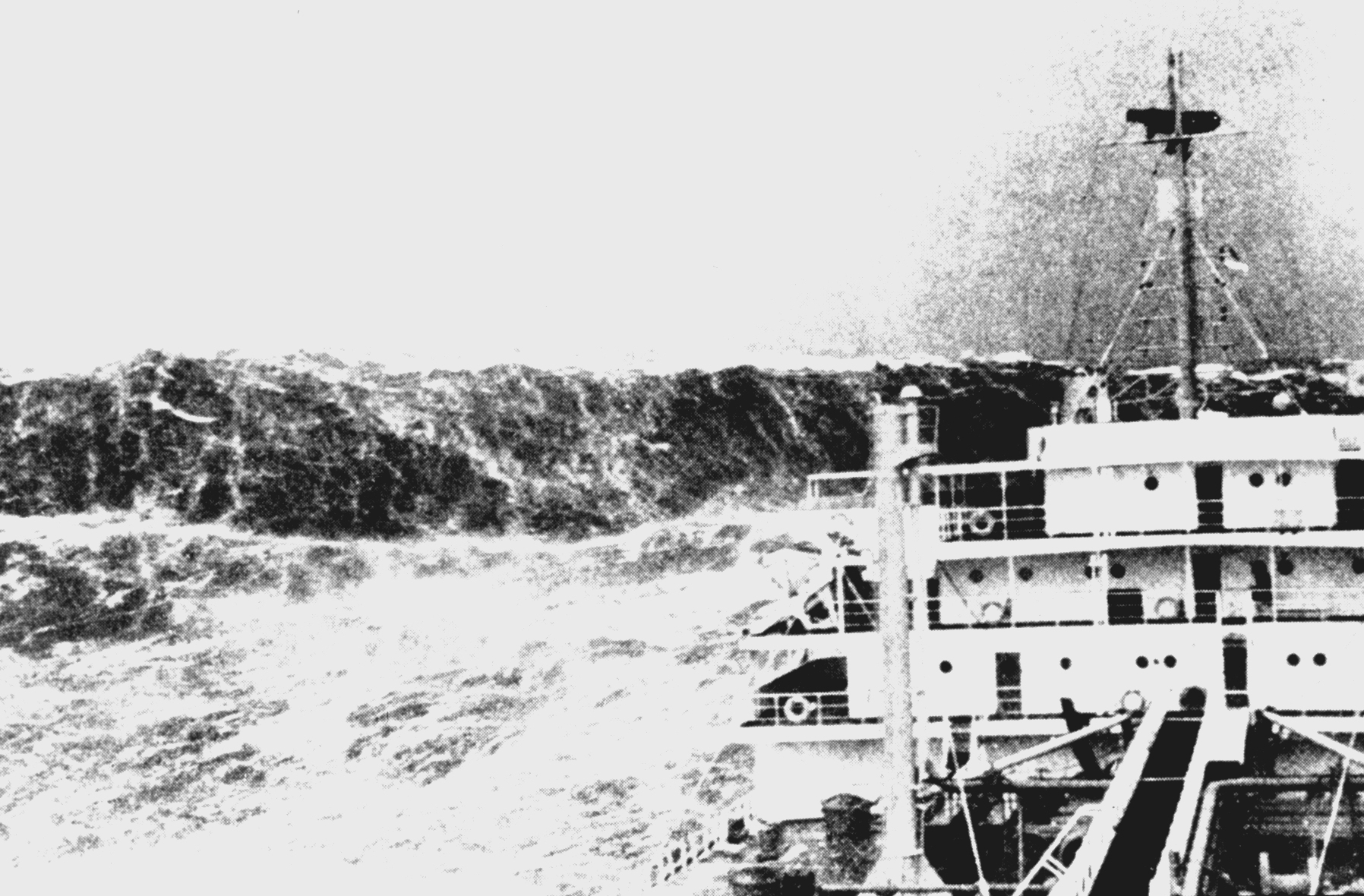
Barco mercante en alta mar mientras una gran ola se forma tras él. Las grandes olas son comunes en la curva de las 100 brazas en el mar Cantábrico. Publicado en el verano de 1993, en el ejemplar «Mariner's Weather» Log. Crédito: Biblioteca Fotos NOAA.

Para las olas producidas por una tormenta en alta mar es común alcanzar los 7 m de altura, bajo condiciones extremas estas olas pueden alcanzar incluso los 15 metros, aunque se han testimoniado olas de casi 30 m en determinados sectores del planeta como Nazaré, Portugal. El surfista brasileño Rodrigo Koxa tiene el récord actual reconocido por el Libro Guinnes, tras surfear una ola de 24,38 metros de altura en la Praia Do Norte (Nazaré), en noviembre de 2017.
No obstante, durante siglos las leyendas marítimas hablaban de la existencia de olas mucho mayores, auténticos monstruos de hasta 30 m de altura (aproximadamente la altura de un edificio de 12 pisos) que podían aparecer sin previo aviso en mitad del océano, contra la corriente y la dirección dominante de las olas, a menudo en perfectas condiciones atmosféricas. Se decía que tales olas eran un muro casi vertical precedido de un seno tan profundo como para llamarlo «un agujero en el mar»; un barco que encontrara una ola de tal magnitud sería improbable que sobreviviera a la tremenda presión de hasta 100 t/m² ejercida por el peso de la rompiente del agua, y sería casi con total seguridad hundido en cuestión de segundos. 
Un barco es diseñado habitualmente para resistir presiones producidas por olas de tormenta de hasta 15 m y presiones de alrededor de 15 t/m² (147 kPa) sin daño, incluso algo más (sobre 20 m) si se le permite cierta deformación.
Los científicos negaban tales relatos, asegurando que los modelos matemáticos indicaban que las olas mayores de 15 metros de altura eran eventos tan raros como para producirse «una vez cada 10 000 años». No obstante imágenes de satélite recientes han demostrado que olas de hasta 30 m de altura son mucho más comunes que lo que la teoría de probabilidades predeciría usando la distribución de Rayleigh sobre altura de olas. Asimismo, las lecturas de presión de las boyas amarradas en el golfo de México durante el huracán Katrina también indicaban la presencia de olas de esa altura. De hecho, parecen ocurrir en todos los océanos del mundo muchas veces cada año. Esto ha causado de nuevo el examen de la razón de su existencia, así como la reconsideración de sus implicaciones en el tráfico marítimo. 
También se sabe que las olas gigantes ocurren en los grandes lagos, que son casi mares interiores. Quizás la más famosa, de acuerdo con algunas teorías, fue la responsable del hundimiento del barco SS Edmund Fitzgerald en noviembre de 1975 (ver más adelante). No obstante se han sugerido otras causas. El incidente se halla lejos de ser resuelto.
Una ola gigante no es lo mismo que un tsunami. Los tsunamis son olas generadas por desplazamientos de masas que se propagan a gran velocidad y que son más o menos advertibles en alta mar, solo se vuelven peligrosos conforme se acercan a la orilla y no suponen ningún peligro para la navegación (los únicos barcos perdidos durante el tsunami de 2004 en Asia se hallaban en puertos). Una ola gigante, por el contrario, es un evento localizado que ocurre generalmente en alta mar.

## Ocurrencia
El proyecto MaxWave estudió la superficie del océano mediante radar durante un periodo de tres semanas en 2001. Se tomaron 30 000 imágenes de secciones de océano de un tamaño de 10×5 km, resultando un área total de 1,5 millones de km². Se detectaron olas gigantes en 10 de esas secciones, o una por cada 150 000 km². De por sí, la ocurrencia de este fenómeno en esa área sería extremadamente rara.

## Causas

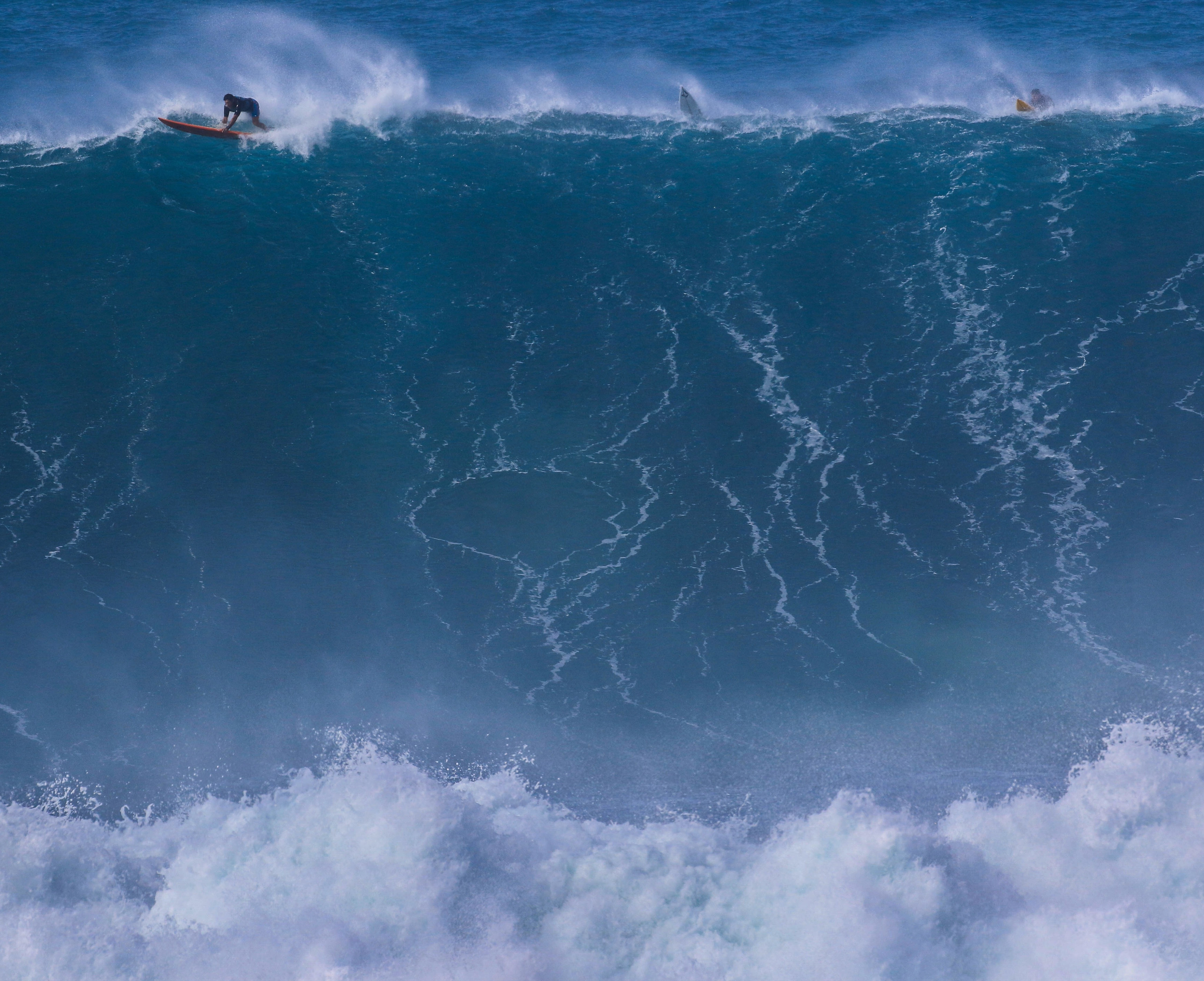
Ola gigante en las costas Oahu

El fenómeno de las olas gigantes es todavía objeto de estudio, es, por tanto, demasiado pronto para decir claramente cuales son las causas más comunes o si varían de área en área. La zonas de mayor riesgo parecen aparecer cuando una fuerte corriente corre contra la dirección primaria de las olas; el área cerca del cabo de las Agujas frente al extremo sur de África es una de ellas. No obstante, dado que esta tesis no explica la existencia de todas las olas que han sido detectadas, es probable que existan diferentes causas, con localización variada. Entre las causas sugeridas de las olas gigantes se hallan las siguientes:
- Difracción del foco: Debido, quizás, a la forma de la costa o el fondo marino. Según esta teoría varias series de olas se encuentran en fase. La altura de sus crestas se combina para crear una ola gigante.[13]
- Enfoque por corrientes: Una tormenta fuerza las olas a dirigirse en contra de la corriente. De esto resulta una disminución de la longitud de onda de la ola causando el incremento de la altura de la ola y a las series de olas que la siguen a comprimirse juntas formando una ola gigante.[13]
- Efectos no lineales: Parece ser posible que una ola gigante ocurra por procesos naturales no lineales a partir de pequeñas olas.[14] En tal caso, se teoriza, una ola inusual e inestable puede formarse de modo que 'absorba' energía de otras olas, creciendo hasta formar un enorme muro casi vertical por sí misma, antes de volverse inestable y colapsarse poco después.  Un modelo simple de esto es la ecuación de una onda conocida como ecuación no lineal de Schrödinger, en la cual una onda normal comienza a  'absorber' energía de las ondas anteriores y posterior reduciéndola a meras rugosidades en comparación con la principal. Tal monstruo, y el enorme seno que le acompaña antes y después, puede durar solo unos minutos antes de romperse o reducirse de tamaño. Este modelo es solo válido en aguas profundas, en aguas superficiales se usa un modelo alternativo como la ecuación de Boussinesq.
- Parte normal del espectro de ondas: Las olas gigantes no son tales, sino parte normal del proceso de generación de olas, aunque un extremo poco frecuente.[13]
- Viento: Aunque es improbable que solamente el viento pueda generar una ola gigante, su efecto combinado con otros mecanismos puede proporcionar una explicación al fenómeno de las olas gigantes. Mientras el viento sopla sobre el océano, su energía se transmite a la superficie del mar.[15]

Hay tres categorías de olas gigantes:
- «Muros de agua» viajando hasta 10 km a través del océano
- «Tres Hermanas», grupos de tres olas[16]
- Solitarias olas gigantes, cuadruplicando la altura de las olas de la tormenta y colapsándose tras pocos segundos[17]

## Encuentros
- El 10 de octubre de 1903, el RMS Etruria a solo 4 horas de Nueva York fue embestido por una ola gigante a las 14.30, a la que se le calculó una altura de 15 m. Un pasajero falleció y varios otros resultaron heridos
- En 1933 en el Pacífico Norte, el petrolero «USS Ramapo» tuvo un encuentro con una ola gigante. La tripulación trianguló su altura en 34 metros.[18]
- En 1942 mientras transportaba una tropa estadounidense de 15 000 hombres a 700 millas de Escocia, durante una tormenta, el RMS Queen Mary fue golpeado de lleno en el costado por una ola de 28 m de altura que casi le hizo zozobrar. El «Queen Mary» escoró brevemente unos 50 grados antes de que el barco volviera a su posición normal por sí mismo.
- El Andrea Doria fue sorprendido cerca de Nantucket en su viaje inaugural,  el 14 de enero de 1953 por una ola de 30 m que golpeó su costado de estribor dañando el ala del puente y haciéndolo escorar 30° debido a que llevaba sus tanques en lastre.
- En 1966, el crucero italiano Michelangelo se dirigía a Nueva York cuando una ola gigante impactó contra su estructura con fuerza suficiente para romper gruesos cristales a 24 m de la superficie matando a un tripulante y a dos pasajeros.[18]
- El SS Edmund Fitzgerald era un carguero que se hundió súbitamente durante una tormenta el 10 de noviembre de 1975, mientras navegaba en el lago Superior, en la frontera entre Canadá y Estados Unidos.  El barco se hundió sin signos de alarma en aguas canadienses a unos 15 km de la entrada a la bahía Whitefish Bay. En ese punto la profundidad es de 162 m;  y los 29 miembros de la tripulación perecieron. Aunque se atribuyó su hundimiento a otras causas, un barco que se hallaba cerca fue alcanzado casi al mismo tiempo por dos olas gigantes, lo cual parece coincidir con el hundimiento del  Edmund Fitzgerald apenas 10 minutos después. Una reconstrucción realizada por el  Discovery Channel apuntaba a las olas gigantes como la causa. El accidente está aún sin resolver de forma clara.
- El Wilstar, un petrolero noruego, sufrió daños estructurales por una ola gigante en 1974.[18]
- En octubre de 1977, el petrolero Stolt Surf encontró una ola gigante en un viaje por el Pacífico de Singapur a Portland. El ingeniero tomó fotos de una ola que superaba los 22 m de altura del puente.[19]
- El carguero de seis años de antigüedad y 37.134 t MS München desapareció en el mar en 1978. A las 3 del 12 de diciembre envió una señal de socorro desde el medio del Atlántico pero el rescate solo halló unos pocos restos que incluían un bote salvavidas sin lanzar, originalmente situado a unos 20 metros por encima de la superficie, que tenía uno de sus enganches «doblado como si hubiera sido golpeado por una enorme fuerza». El accidente se atribuyó a un «inusual evento producido por el mal tiempo» aunque se piensa que una gran ola impactó contra el puente dejando al barco sin control y haciéndolo volcar sobre las aguas revueltas que lo inundaron y hundieron con rapidez. Aunque quizás el accidente implicó a más de una ola, este es, hasta ahora, el hundimiento más probable causado por un ola.[14]
- Tempestad de Halloween de 1991: una boya ubicada a 425 km al sur de Halifax registró una ola de 30 m de altura el 30 de octubre de 1991. Esta fue la ola más alta registrada en la plataforma continental oceánica frente a la costa de Nueva Escocia.
- Ola Draupner (Mar del Norte, 1995): primera evidencia científica confirmada
- RMS Queen Elizabeth 2 (Atlántico Norte, 1995), 29 m, durante una tormenta en el Atlántico Norte.

El capitán dijo que «surgió de la oscuridad» y que «parecía los acantilados blancos de Dover».
- Bremen y Caledonian Star (misma ola, Atlántico sur, 2001): las ventanas del puente de los dos barcos situadas a 30 m por encima del nivel del mar quedaron destrozadas y todo el sistema eléctrico y de instrumentación perdido. No existen en esa parte del globo corrientes adversas que pudieran explicar parcialmente semejante ola. El primer oficial del Caledonian Star dijo que era «como una montaña, un muro de agua que venía contra nosotros».[20]
- Una boya equipada con sensores de presión detectó una ola gigante causada por el huracán Ivan en el golfo de México en 2004. La ola era de 27,7 m de altura y unos 200 m de largo.[21]
- El Norwegian Dawn divisó tres olas seguidas, cerca de la costa de Georgia, Estados Unidos, el 16 de abril de 2005:

«El mar se hallaba totalmente en calma cuando una ola de 21 metros pareció salir del aire... Nuestro capitán, que lleva 20 años en este oficio, dijo que nunca había visto nada igual».
- El 24 de enero de 2009 la boya Augusto González de Linares, situada a 22 millas al norte de Santander, Cantabria, España, registró una ola de 26,13 metros, equivalente a un edificio de 8 plantas de altura, durante un temporal.[23]

- La red de boyas de Aguas Profundas de Puertos del Estado en España midió en enero del 2014 una ola de 27,81 metros de altura. El dato se tomó en la boya de Vilán-Sisargas (Cabo Vilano) en Galicia (España), durante los temporales de invierno, que fueron especialmente severos en aguas atlánticas.

También se ha sugerido que este tipo de olas podrían ser las responsables de la pérdida de alguna aeronave, sobre todo helicópteros en misión de rescate.

## Olas gigantes en literatura y cine
- En la novela de Paul Gallico La aventura del Poseidón y en la película de 2006 Poseidón, basada en la novela, una ola gigante impacta contra un transatlántico. En la película de 1972 La aventura del Poseidón, también basada en la novela, la ola es descrita como un tsunami generado por un terremoto subacuático.
- En la película de 2000 La tormenta perfecta, una ola gigante pasa por encima del barco pesquero de los protagonistas, pero no lo hunde. Es considerada como un mal presagio de lo que está por venir. No obstante es posible que la ola que finalmente hunde el barco sea también una ola gigante, solo que mucho mayor que la primera.
- Las olas gigantes son un tema principal en la novela de Clive Cussler Polar Shift.
- En la película de 2010 Titanic II, una ola grande le lanza un iceberg al barco que lo empieza a hundir rápidamente. Minutos más tarde, otra ola pero más gigante golpea al barco, dándole la vuelta donde finalmente se hunde.